# Monastero di San Benedetto della Vittoria
Il monastero di San Benedetto della Vittoria (in portoghese Mosteiro de São Bento da Vitória) è un edificio di Porto, in Portogallo, che fu sede di un monastero benedettino.

## Storia
La costruzione della chiesa monastica fu iniziata alla fine del XVI secolo, nel luogo ove prima sorgeva il ghetto di Olival.
Secondo quanto era stato deciso nel monastero di Tibães, i benedettini fecero il loro ingresso a Porto con l'intento di costruire un monastero nella città, risultato che raggiunsero dopo aver risolto alcune controversie, tuttavia la costruzione si protrasse per circa un secolo e terminò nel 1707.
Durante la Guerra d'indipendenza spagnola una parte del monastero fu occupata dalle truppe d'invasione francesi e successivamente da quelle portoghesi, per cui fu adibito a ospedale militare.
La chiesa di San Benedetto della Vittoria fu progettata dall'architetto Diogo Marques Lucas, allievo dell'italiano Filippo Terzi, e costruita a partire dal 1604 in stile classico, nel quale già si avvertono le innovazioni introdotte con la Controriforma, con un'armonia, solidità e proporzioni equilibrate.
Dopo l'utilizzo come caserma, l'amministrazione della chiesa e di parte del monastero furono nuovamente affidate ai benedettini del monastero di Singeverga, ma il complesso ospitò anche l'archivio distrettuale e l'orchestra di Porto.

## Descrizione
La facciata monumentale, della fine del XVII secolo, è divisa in tre registri, scanditi da lesene che conferiscono ritmo alla composizione. Nel primo registro si aprono cinque archi, che corrispondono ad altrettante nicchie nel secondo registro, mentre nel terzo si apre un'ampia finestra semicircolare, comune ad altre chiese benedettine dello stesso periodo.
Ha pianta a croce, navata unica con endonartece sormontata da tribuna d'ingresso, transetto sporgente, e cappelle laterali intercomunicanti.
Le cappelle hanno altari di talha dourada che seguono lo stile nazionale e lo stile giovannino. Il coro, in stile nazionale, presenta un ciclo di rilievi di grande qualità con la vita di San Benedetto, uno dei migliori esempi di questo stile. L'altare maggiore è il più grandioso esempio della tipologia di altare a tribuna di stile nazionale, in una variante in cui le colonne tortili si alternano ai pilastri. La cornice dell'arco trionfale è di stile giovannino.

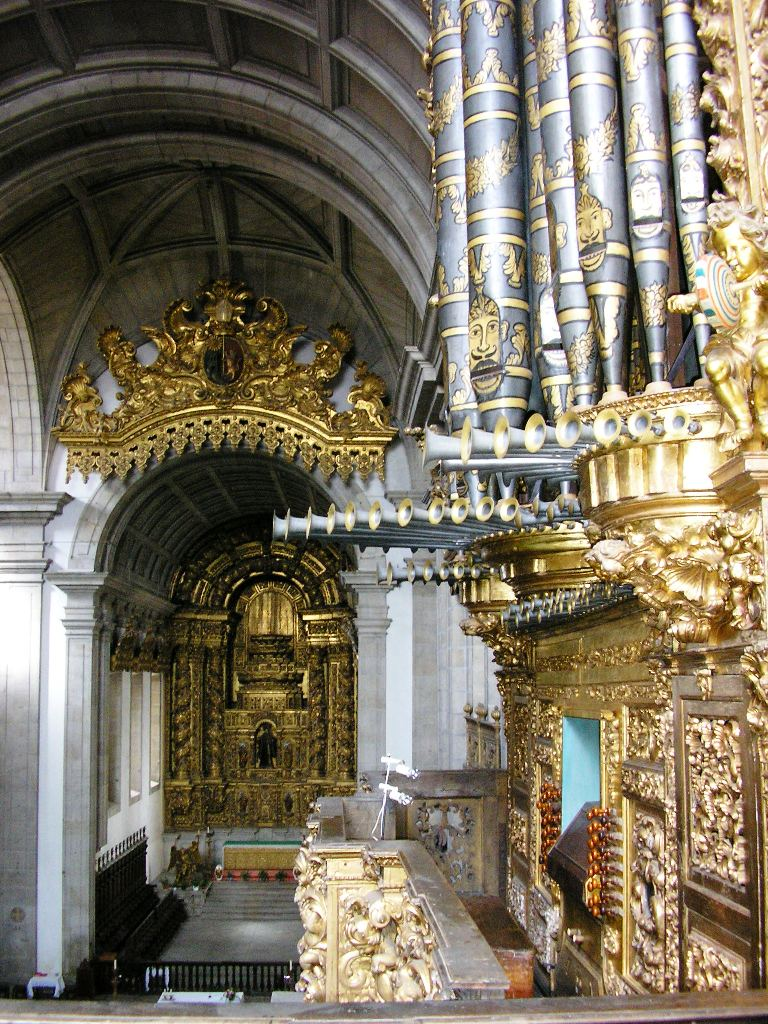
Interno della chiesa, con organo del XVIII secolo, restaurato nel 2001
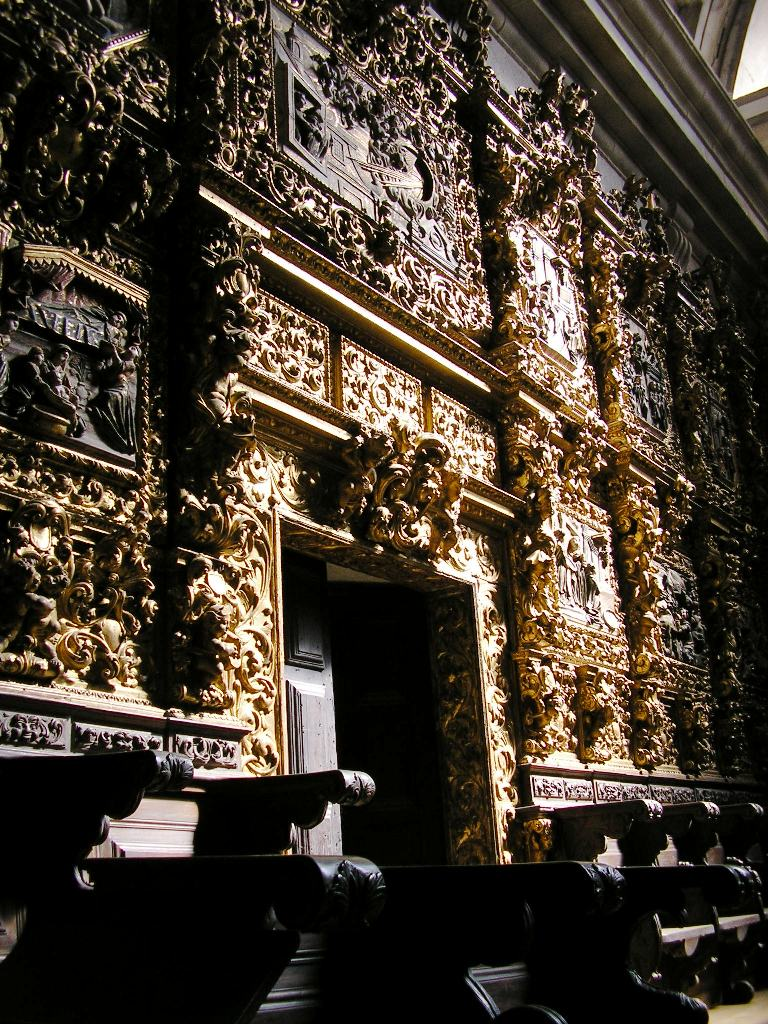
Talha dourada del coro
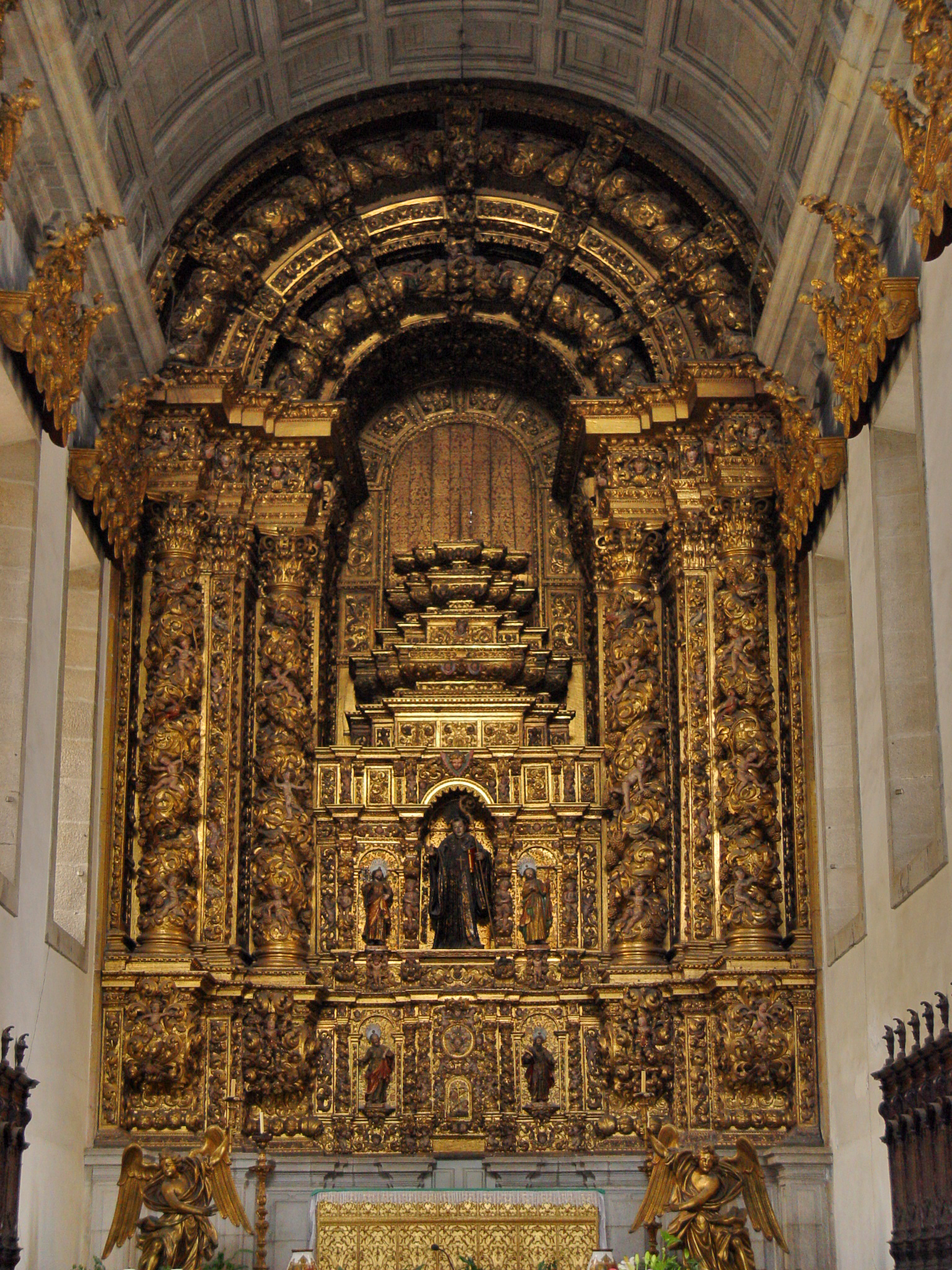
Altare maggiore